# 镁碳砖
镁碳砖是一种耐火材料，主要成分是氧化镁和碳。其中氧化镁含量为60%—90%，碳含量为10%—40%。这种材料以高纯镁砂粉粒、碳素材料、焦油、沥青或树脂等为原料经过高温焙烤制成。具有熔渣渗透性、热震稳定性、抗渣侵蚀性以及导热性等性质。